# Члени УЦР 2-го складу
Українська Центральна Рада
07.04.1917 — 07.08.1917
| Склад УЦР                                  |
| ------------------------------------------ |
| Авраменко ? (солдат)                       |
| Барановський Христофор Антонович           |
| Біднов Василь Олексійович                  |
| Біляшівський Микола Федотович              |
| Березняк Саватій Іванович                  |
| Бесараб Петро Кіндратович                  |
| Бойко Василь Сидорович                     |
| Бочковський Леонард Юліанович              |
| Бульба Володимир                           |
| Василенко Олександр                        |
| Васюк                                      |
| Відибіда-Руденко Петро                     |
| Веселовський Сергій Феофанович             |
| Вікул Сергій Павлович                      |
| Винниченко Володимир Кирилович             |
| Власенко Іван Герасимович                  |
| Вовченко А.                                |
| Ган Лев                                    |
| Герасимів Григорій Костянтинович           |
| Герасимович ?                              |
| Глинський Микита                           |
| Головко О.                                 |
| Голоскевич Григорій Костянтинович          |
| Григоріїв Никифор Якович                   |
| Грушевський Михайло Сергійович             |
| Грушевська Марія-Іванна Сильвестрівна      |
| Данченко Андрій                            |
| Дежур-Журов Юрій (Георгій) М.              |
| Дорошенко Дмитро Іванович                  |
| Дорошенко Василь                           |
| Дорошко Федір Васильович                   |
| Дмиш Семен                                 |
| Драгомирецький Антін Григорович            |
| Драчук Давид                               |
| Дубовий Федір Євдокимович                  |
| Ерастов Степан Іванович                    |
| Єреміїв Михайло Михайлович                 |
| Єфремов Сергій Олександрович               |
| Журавель Андрій                            |
| Зайцев Павло Іванович                      |
| Запорожець ?                               |
| Зарубін Олександр Миколайович              |
| Зарудний Олександр Сергійович              |
| Затонський Володимир Петрович              |
| Калинененко ?                              |
| Касьяненко П.                              |
| Ковалевський Микола Миколайович            |
| Ковальський Микола Миколайович             |
| Коваль Володимир Дмитрович                 |
| Колесник П.                                |
| Колос С.                                   |
| Козубський Борис Миколайович               |
| Корж Кузьма Олексійович                    |
| Крижанівський Федір Іванович               |
| Крупський Олександр Іванович               |
| Кузьменко Микола Лаврінович                |
| Курявий Пилип С.                           |
| Кущ ?                                      |
| Кухаренко Микола                           |
| Левитський Микола Григорович               |
| Леонтович Володимир Миколайович            |
| Лисичук (Лисенчук) М.                      |
| Лисичук Михайло Степанович                 |
| Луценко Іван Митрофанович                  |
| Любинська Клавдія                          |
| Любинський Микола Михайлович               |
| Маєвський Іван                             |
| Мазуренко Василь Петрович                  |
| Мартиненко ?                               |
| Матяш Роман                                |
| Матушевський Федір Павлович                |
| Матяшевич Василь Федорович                 |
| Мацько Денис Макарович                     |
| Микитенко Петро                            |
| Мірна Зінаїда Василівна (Хильчевська)      |
| Мірний Іван Іванович                       |
| Міхновський Микола Іванович                |
| Мшанецький Петро                           |
| Нечаївська Віра Йосипівна                  |
| Ніковський Андрій Васильович               |
| Одинець Гаврило Матвійович                 |
| О'Коннор-Вілінська Валерія Олександрівна   |
| Осадчий Тихін Іванович                     |
| Отамановський Валентин Дмитрович           |
| Онацький Євген Дометійович                 |
| Охримович Юліан                            |
| Павелко Віктор Гаврилович                  |
| Пащенко Олімпіада Михайлівна (Шульмінська) |
| Підгірський Самійло Максимович             |
| Пилишенко Василь Васильович                |
| Піщанський ?                               |
| Пиляй Кирило                               |
| Плохий Овсій                               |
| Погорілко Павло Ферапонтович               |
| Пожарський Петро                           |
| Полонський Андрій Матвійович               |
| Приходько Віктор Кіндратович               |
| Прокопович В'ячеслав Костянтинович         |
| Прокопович С.                              |
| Романченко Іван Савич                      |
| Романюк Семен Миколайович                  |
| Рубас Олексій                              |
| Рубісов Микола Костянтинович               |
| Русова Софія Федорівна                     |
| Садовський Валентин Васильович             |
| Салтан Микола                              |
| Самойлович Микола                          |
| Сербиненко Андрій Миронович                |
| Севрюк Олександр Олександрович             |
| Сімашкевич Микола Васильович               |
| Синявський Олекса Наумович                 |
| Сікора П.                                  |
| Сніжний Іван                               |
| Старицька-Черняхівська Людмила Михайлівна  |
| Стасюк Микола Миколайович                  |
| Степаненко Олександр Федорович             |
| Стешенко Іван Матвійович                   |
| Сторубель Федір Хомич                      |
| Тимошенко Сергій Прокопович                |
| Ткаченко Данило Федотович                  |
| Ткаченко Михайло Степанович                |
| Токаревський Михайло Дмитрович             |
| Тушкан Павло Федорович                     |
| Ушкан Іван Опанасович                      |
| Холодний Петро Іванович                    |
| Хотовицький Микола Олекс.                  |
| Христюк Павло Оникійович                   |
| Цибульський Кузьма                         |
| Чехівський Володимир Мусійович             |
| Чечель Микола Флорович                     |
| Чорнота Андрій                             |
| Чижевський Павло Іванович                  |
| Чикаленко Євген Харламович                 |
| Чикаленко Левко Євгенович                  |
| Фещенко-Чопівський Іван Адріянович         |
| Шаповал Микита Юхимович                    |
| Шелухін Сергій Павлович                    |
| Шемет Володимир Михайлович                 |
| Шраг Ілля Людвигович                       |
| Шраг Микола Ілліч                          |
| Шульгин Олександр Якович                   |
| Яковлів Андрій Іванович                    |